# Championnat d'Europe de rugby à XV des moins de 20 ans 2024
 (octobre 2024).
Navigation
Championnat d'Europe des moins de 20 ans 2023 Championnat d'Europe des moins de 20 ans 2025
Le Championnat d'Europe de rugby à XV des moins de 20 ans 2024 réunit huit nations. Le tournoi se déroule en Tchéquie, à Prague, du dimanche 17 novembre au dimanche 24 novembre 2024.

## Présentation

### Équipes en compétition
| Equipes       |
| ------------- |
| Allemagne -20 |
| Belgique -20  |
| Pays-Bas -20  |
| Pologne -20   |
| Portugal -20  |
| Roumanie -20  |
| Suisse -20    |
| Tchéquie -20  |

### Format
Les huit équipes participent à un quart de finale. La suite de la compétition se fait par élimination directe à chaque tour. Des matchs de classement ont également lieu. Le vainqueur est qualifié pour le Trophée mondial 2025.

## Phase finale

### Tableau principal
|  | Quarts de finale                                      | Quarts de finale                                      |                                                     |                                                     | Demi-finales                                          | Demi-finales                                          |    |  | Finale                                                | Finale                                                |
|  | Quarts de finale                                      | Quarts de finale                                      |                                                     |                                                     | Demi-finales                                          | Demi-finales                                          |    |  | Finale                                                | Finale                                                |
|  |                                                       |                                                       |                                                     |                                                     |                                                       |                                                       |    |  |                                                       |                                                       |
|  | le 17 novembre 2024 à 10h50 au Stade Markéta (Prague) | le 17 novembre 2024 à 10h50 au Stade Markéta (Prague) |                                                     |                                                     | le 20 novembre 2024 à 13h20 au Stade Markéta (Prague) | le 20 novembre 2024 à 13h20 au Stade Markéta (Prague) |    |  | le 24 novembre 2024 à 18h15 au Stade Markéta (Prague) | le 24 novembre 2024 à 18h15 au Stade Markéta (Prague) |
|  | le 17 novembre 2024 à 10h50 au Stade Markéta (Prague) | le 17 novembre 2024 à 10h50 au Stade Markéta (Prague) |                                                     |                                                     | le 20 novembre 2024 à 13h20 au Stade Markéta (Prague) | le 20 novembre 2024 à 13h20 au Stade Markéta (Prague) |    |  | le 24 novembre 2024 à 18h15 au Stade Markéta (Prague) | le 24 novembre 2024 à 18h15 au Stade Markéta (Prague) |
|  | Belgique -20                                          | 61                                                    |                                                     |                                                     | le 20 novembre 2024 à 13h20 au Stade Markéta (Prague) | le 20 novembre 2024 à 13h20 au Stade Markéta (Prague) |    |  | le 24 novembre 2024 à 18h15 au Stade Markéta (Prague) | le 24 novembre 2024 à 18h15 au Stade Markéta (Prague) |
|  | Belgique -20                                          | 61                                                    |                                                     |                                                     | le 20 novembre 2024 à 13h20 au Stade Markéta (Prague) | le 20 novembre 2024 à 13h20 au Stade Markéta (Prague) |    |  | le 24 novembre 2024 à 18h15 au Stade Markéta (Prague) | le 24 novembre 2024 à 18h15 au Stade Markéta (Prague) |
|  | Suisse -20                                            | 0                                                     |                                                     |                                                     | le 20 novembre 2024 à 13h20 au Stade Markéta (Prague) | le 20 novembre 2024 à 13h20 au Stade Markéta (Prague) |    |  | le 24 novembre 2024 à 18h15 au Stade Markéta (Prague) | le 24 novembre 2024 à 18h15 au Stade Markéta (Prague) |
|  | Suisse -20                                            | 0                                                     | Belgique -20                                        | 12                                                  |                                                       |                                                       |    |  | le 24 novembre 2024 à 18h15 au Stade Markéta (Prague) | le 24 novembre 2024 à 18h15 au Stade Markéta (Prague) |
|  | le 17 novembre 2024 à 18h20 au Stade Markéta (Prague) |                                                       | Belgique -20                                        | 12                                                  |                                                       |                                                       |    |  | le 24 novembre 2024 à 18h15 au Stade Markéta (Prague) | le 24 novembre 2024 à 18h15 au Stade Markéta (Prague) |
|  |                                                       | Portugal -20                                          | 30                                                  |                                                     |                                                       |                                                       |    |  | le 24 novembre 2024 à 18h15 au Stade Markéta (Prague) | le 24 novembre 2024 à 18h15 au Stade Markéta (Prague) |
|  | Portugal -20                                          | Portugal -20                                          | 30                                                  | 59                                                  |                                                       |                                                       |    |  | le 24 novembre 2024 à 18h15 au Stade Markéta (Prague) | le 24 novembre 2024 à 18h15 au Stade Markéta (Prague) |
|  | Portugal -20                                          |                                                       |                                                     | 59                                                  |                                                       |                                                       |    |  | le 24 novembre 2024 à 18h15 au Stade Markéta (Prague) | le 24 novembre 2024 à 18h15 au Stade Markéta (Prague) |
|  | Tchéquie -20                                          | 7                                                     |                                                     |                                                     |                                                       |                                                       |    |  | le 24 novembre 2024 à 18h15 au Stade Markéta (Prague) | le 24 novembre 2024 à 18h15 au Stade Markéta (Prague) |
|  | Tchéquie -20                                          | 7                                                     | Portugal -20                                        | 46                                                  |                                                       |                                                       |    |  |                                                       |                                                       |
|  | le 17 novembre 2024 à 13h20 au Stade Markéta (Prague) |                                                       | Portugal -20                                        | 46                                                  |                                                       |                                                       |    |  |                                                       |                                                       |
|  |                                                       | Pays-Bas -20                                          | 14                                                  |                                                     |                                                       |                                                       |    |  |                                                       |                                                       |
|  | Roumanie -20                                          | Pays-Bas -20                                          | 14                                                  | 48                                                  |                                                       |                                                       |    |  |                                                       |                                                       |
|  | Roumanie -20                                          | le 20 novembre 2024 à 15h50 au Stade Markéta (Prague) |                                                     | 48                                                  |                                                       |                                                       |    |  |                                                       |                                                       |
|  | Pologne -20                                           | 22                                                    |                                                     |                                                     |                                                       |                                                       |    |  |                                                       |                                                       |
|  | Pologne -20                                           | 22                                                    | Roumanie -20                                        | 21                                                  |                                                       |                                                       |    |  |                                                       |                                                       |
|  | le 17 novembre 2024 à 15h50 au Stade Markéta (Prague) | le 17 novembre 2024 à 15h50 au Stade Markéta (Prague) | Roumanie -20                                        | 21                                                  | Match pour la 3e place                                | Match pour la 3e place                                |    |  |                                                       |                                                       |
|  | le 17 novembre 2024 à 15h50 au Stade Markéta (Prague) | le 17 novembre 2024 à 15h50 au Stade Markéta (Prague) |                                                     | Pays-Bas -20                                        | Match pour la 3e place                                | Match pour la 3e place                                | 41 |  |                                                       |                                                       |
|  | Pays-Bas -20                                          | 61                                                    | le 24 novembre 2024 à 16h au Stade Markéta (Prague) | le 24 novembre 2024 à 16h au Stade Markéta (Prague) |                                                       |                                                       | 41 |  |                                                       |                                                       |
|  | Pays-Bas -20                                          | 61                                                    | le 24 novembre 2024 à 16h au Stade Markéta (Prague) | le 24 novembre 2024 à 16h au Stade Markéta (Prague) |                                                       |                                                       |    |  |                                                       |                                                       |
|  | Allemagne -20                                         | 34                                                    |                                                     | Belgique -20                                        | 7                                                     |                                                       |    |  |                                                       |                                                       |
|  | Allemagne -20                                         | 34                                                    |                                                     | Belgique -20                                        | 7                                                     |                                                       |    |  |                                                       |                                                       |
|  |                                                       |                                                       |                                                     |                                                     |                                                       |                                                       |    |  | Roumanie -20                                          | 0                                                     |
|  |                                                       |                                                       |                                                     |                                                     |                                                       |                                                       |    |  | Roumanie -20                                          | 0                                                     |

#### Matchs de classement
|  | Demi-finales de classement                            | Demi-finales de classement                            |                        |    | Match pour la 5e place                                | Match pour la 5e place                                |
|  | Demi-finales de classement                            | Demi-finales de classement                            |                        |    | Match pour la 5e place                                | Match pour la 5e place                                |
|  |                                                       |                                                       |                        |    |                                                       |                                                       |
|  | le 20 novembre 2024 à 18h20 au Stade Markéta (Prague) | le 20 novembre 2024 à 18h20 au Stade Markéta (Prague) |                        |    | le 24 novembre 2024 à 13h30 au Stade Markéta (Prague) | le 24 novembre 2024 à 13h30 au Stade Markéta (Prague) |
|  | le 20 novembre 2024 à 18h20 au Stade Markéta (Prague) | le 20 novembre 2024 à 18h20 au Stade Markéta (Prague) |                        |    | le 24 novembre 2024 à 13h30 au Stade Markéta (Prague) | le 24 novembre 2024 à 13h30 au Stade Markéta (Prague) |
|  | Suisse -20                                            | 8                                                     |                        |    | le 24 novembre 2024 à 13h30 au Stade Markéta (Prague) | le 24 novembre 2024 à 13h30 au Stade Markéta (Prague) |
|  | Suisse -20                                            | 8                                                     |                        |    | le 24 novembre 2024 à 13h30 au Stade Markéta (Prague) | le 24 novembre 2024 à 13h30 au Stade Markéta (Prague) |
|  | Tchéquie -20                                          | 38                                                    |                        |    | le 24 novembre 2024 à 13h30 au Stade Markéta (Prague) | le 24 novembre 2024 à 13h30 au Stade Markéta (Prague) |
|  | Tchéquie -20                                          | 38                                                    | Tchéquie -20           | 33 |                                                       |                                                       |
|  | le 20 novembre 2024 à 10h50 au Stade Markéta (Prague) |                                                       | Tchéquie -20           | 33 |                                                       |                                                       |
|  |                                                       | Allemagne -20                                         | 26                     |    |                                                       |                                                       |
|  | Pologne -20                                           | Allemagne -20                                         | 26                     | 33 |                                                       |                                                       |
|  | Pologne -20                                           |                                                       |                        | 33 |                                                       |                                                       |
|  | Allemagne -20                                         | 46                                                    |                        |    |                                                       |                                                       |
|  | Allemagne -20                                         | 46                                                    | Match pour la 7e place |    |                                                       |                                                       |
|  |                                                       |                                                       |                        |    |                                                       |                                                       |
|  | le 24 novembre 2024 à 11h au Stade Markéta (Prague)   |                                                       |                        |    |                                                       |                                                       |
|  |                                                       |                                                       |                        |    |                                                       |                                                       |
|  | Suisse -20                                            | 27                                                    |                        |    |                                                       |                                                       |
|  | Suisse -20                                            | 27                                                    |                        |    |                                                       |                                                       |
|  | Pologne -20                                           | 23                                                    |                        |    |                                                       |                                                       |
|  | Pologne -20                                           | 23                                                    |                        |    |                                                       |                                                       |